# 대한장애인댄스스포츠연맹
대한장애인댄스스포츠연맹(大韓障礙人댄스스포츠聯盟, Korea Dance Sport Federation for the Disabled, KDSFD)는 대한민국의 장애인 댄스스포츠를 관할하는 스포츠 행정 기구이다. 2006년 4월 27일에 대한장애인체육회의 가맹 종목 단체로 승인되었다.

## 참고 문헌
- 《2019 체육백서》. 대한민국 문화체육관광부. 2021.

## 같이 보기
- 대한민국댄스스포츠연맹